# Shearwater (Nouvelle-Écosse)
| \| Shearwater en Nouvelle-Écosse · Shearwater \| Shearwater en Nouvelle-Écosse |
| Shearwater en Nouvelle-Écosse · Shearwater                                     |

Shearwater est une communauté située entre Dartmouth et Eastern Passage en Nouvelle-Écosse au Canada occupée par la base des Forces canadiennes Shearwater. Elle est divisée en deux parties séparées par la rue Pleasant qui sont localement connues sous les noms dUpper Base et de Lower Base.

## Annexe